# Front lorrain
Le Front lorrain (1936-1939) est une confédération départementale de la plupart des formations politiques hostiles au Front populaire en Moselle.

## Rassembler en Moselle les opposants au Front populaire et au communisme
Les initiateurs de ce projet, lancé en juin 1936, sont le chanoine Ritz, directeur du quotidien messin catholique Le Lorrain, Paul Vautrin, maire de Metz, et Robert Sérot, député de Metz. Ces deux hommes politiques en deviennent les deux présidents en titre. 
Le Front lorrain naît officiellement le 11 septembre 1936, à la suite d'une réunion de la plupart des élus de droite à Metz le 15 juillet. Son but officiel est « le groupement de toutes les forces d'ordre dans le cadre régional pour le maintien de la paix sociale et de l'ordre ». Font partie du comité provisoire de ce rassemblement qui cherche à fédérer les « nationaux » divers groupements politiques - Les Chrétiens sociaux de Victor Antoni - parti politique mosellan conservateur, clérical et autonomiste, issu d'une scission de l'Union républicaine lorraine, fondé en janvier 1928 dirigé par Antoni, conseiller général de Fénétrange -, le Parti républicain national et social, héritier des Jeunesses patriotes, le Front national du travail de Joseph Bilger, les Chrétiens nationaux de Paul Harter, le Parti agraire -, des élus - Robert Sérot, le député-maire de Forbach Paul Harter, le député de Château-Salins François Beaudoin, les sénateurs Jules Wolff et Edouard Cordebaine, des conseillers généraux - ainsi que des périodiques de droite comme Le Lorrain et Le Messin. Les rejoignent les royalistes d'Action française, réunis dans l'Alliance Fabert depuis la dissolution de la ligue, ainsi que d'anciens Francistes des Amis du Francisme. Le Parti social français, assez dynamique en Moselle et le seul parti de masse des droites, n'adhère pas au projet. Toutefois, la plupart des initiateurs du Front sont proches du PSF, qu'ils soutiennent. Le Parti populaire français, alors peu implanté en Moselle et trop récent, ne participe pas à sa fondation mais ses dirigeants locaux disent ensuite entretenir de bons rapports avec le Front lorrain.
Le Front lorrain est donc une alliance assez lâche et hétéroclite - clercs, catholiques et royalistes rejetés par l'Église mais en passe d'être réintégrés par ce biais; républicains modérés, royalistes et fascistes; patriotes, nationalistes et autonomistes - de divers mouvements, unis seulement par l'anticommunisme. Le programme du Front lorrain se résume en un mot, écrit Charles Ritz : la « lutte contre le bolchevisme »,.
La Ligue internationale contre l'antisémitisme (LICA) et la gauche s'alarment de la fondation du Front lorrain, y voyant sans nuances un « front hitlérien ». Certains adhérents du Front lorrain participent à la campagne antisémite en 1938.
En octobre 1936, le Front lorrain lance un appel contre la venue du dirigeant communiste Maurice Thorez en Moselle. La réunion du leader communiste à Metz est marquée par des incidents.
Le jeune secrétaire général du Front lorrain, Albert Eiselé, adhère à la Cagoule d'Eugène Deloncle; son nom figure sur une liste d'adhérents retrouvée au domicile de l'archiviste de mouvement anticommuniste, Aristide Corre.

## Difficultés et déclin
Le Front lorrain s'est mis en place avec lenteur et difficulté, face à la multiplication des rassemblements, à l'essor du PSF et à l'incompréhension de nombreux Mosellans de droite sur sa nature et ses buts, estimant qu'il est source de désunion. 
Le comité provisoire a transmis ses pouvoirs à une délégation exécutive fin septembre 1936, composée de Paul Vautrin, l'abbé Ritz, Victor Antoni, l'avocat Georges Ditsch et Jean Meyer. Ritz reconnaît que « le Front lorrain a pu paraître en veilleuse » car il lui fallait trouver « un mode d'action et d'apostolat (sic) » qui ne puisse « ne gêner en rien les généreuses initiatives » du PSF et du Rassemblement français initié par l'Union nationale des combattants et ses dirigeants tel Alexis Thomas. Ses statuts sont publiés en novembre 1936. Le comité exécutif n'est en effet formé qu'en 1937. Il comprend notamment l'abbé Charles Ritz (1880-1939), conseiller général du canton de Verny depuis 1922, vice-président du conseil général en 1937, pilier de l'Union républicaine lorraine et directeur du quotidien catholique messin Le Lorrain, l'ingénieur Jean Meyer, le nouveau chef de la fédération mosellane du PNRS (avatar des Jeunesses patriotes), le commandant Paliès, président de l'Alliance Fabert (avatar de l'Action française, dissoute), Pierre Roussel, ingénieur au port d'Uckange, ancien combattant titulaire de la croix de guerre, délégué mosellan du Francisme en décembre 1933, délégué général de la XIVe région de cette ligue, membre des « Amis du Francisme », Eugène Foulé, agriculteur et sculpteur, conseiller général du canton rural de Grostenquin depuis février 1936 et délégué régional pour la Lorraine (la Moselle germanophone en réalité) du Front national du travail, le mouvement agraire de Joseph Bilger constitué en Alsace et en Moselle, l'avocat Georges Ditsch de Thionville, conseiller d'arrondissement membre du PSF ou Victor Antoni, conseiller général, chef du Parti autonomisant chrétien-social.
Son activité - réunions de propagande, constitution de comités locaux - décline rapidement à partir de 1937. Le Front lorrain revendique plus de 10 000 adhérents mais ce chiffre est nettement surévalué. 
En outre, le départ en mars 1938 pour le sud de la France de son secrétaire général et principal militant Albert Eiselé, jeune avocat de 23 ans en 1936, ami de Ritz et de Victor Antoni, et la mort du chanoine Ritz en janvier 1939 ont aggravé le déclin du Front. De même, Paul Durand, rédacteur en chef du Lorrain, reconnut après guerre que « le chef manqua pour coordonner et galvaniser » les efforts des nationaux mosellans.

## Le conflit scolaire de 1936-37
La formation du Front lorrain s'inscrit aussi dans le contexte de la lutte contre la politique scolaire du Front populaire, visant à prolonger l'obligation scolaire jusqu'à 14 ans et jusqu'à 15 ans en Alsace-Moselle. Ce conflit scolaire de 1936-37 s'est joué sur un terrain religieux; les catholiques alsaciens et mosellans étant persuadés que Léon Blum entendait remettre en cause le statut scolaire de l'Alsace-Moselle. Mais une partie des protestataires est nettement engagée dans la formation du Front lorrain.
En Moselle, les principaux opposants au projet sont d'abord les conseillers généraux de droite, et surtout le chanoine Ritz, rapporteur et rédacteur d'une motion de protestation du conseil général le 19 novembre 1936, Victor Antoni, Eugène Foulé. L'Action catholique du diocèse de Nancy, lors de son assemblée générale du 14 février 1937, hésite à procéder à une protestation par voie de pétition. Une pétition est finalement mise en place et ses résultats sont dévoilés le 2 mai : 228 066 hommes et femmes de Moselle ont signé la pétition pour le maintien d'une école confessionnelle et bilingue. Une série de réunions de protestation a aussi lieu le 28 février dans une trentaine de localités. Les orateurs sont des élus - parlementaires  ou conseillers généraux  - ou des militants catholiques laics. Les discours des orateurs ont été plus ou moins politisés, plus ou moins modérés. Si Robert Schuman refuse toute « confusion du politique et du religieux », d'autres s'en prennent au Front populaire. Le chanoine Ritz a souvent paru modéré lors de ce conflit, mais son journal publie cependant une protestation violente du Front lorrain qui dénonce « un chantage, une manœuvre criminelle, un marché honteux d'un gouvernement indulgent envers les moscoutaires agents de l'étranger ».
Ce conflit scolaire fut également l'occasion d'un début de rupture entre des leaders du Front lorrain et le Parti social français. En effet, le PSF a aussi voulu organiser sa propre pétition pour combattre le projet. Léon Blum accuse l'évêque d'Alsace Mgr Ruch de se mettre « à la remorque du PSF ». Les organisations catholiques alsaciennes et mosellanes se sont désolidarisées du PSF. le chanoine Ritz a désapprouvé l'intitiative. La rupture, à Metz, ne date pourtant que de la fin de l'année 1938, à la suite de la mort de Paul Vautrin et avec les élections municipales et cantonales partielles qui ont suivi.

## Sources
- Jean-François Colas, Les Droites nationales en Lorraine dans les années 1930 : acteurs, organisations, réseaux, Thèse de doctorat, Université de Paris X-Nanterre, 2002, 3 volumes
- Jean-Claude Delbreil, Les Parlementaires et les Forces politiques en Moselle dans l'entre-deux-guerres[25], dans le Dictionnaire des parlementaires lorrains de la IIIe République, Metz, Éd. Serpenoise, 2006, p. 124-125
- François Roth, La Vie politique en Lorraine au XXe siècle, Metz-Nancy, Éd. Serpenoise-P.U.N., 1985
- François Roth, « Un journaliste messin du début du vingtième siècle : L’Abbé Charles Ritz, directeur politique du Lorrain »
- Jean-Marie Mayeur, Une bataille scolaire : les catholiques alsaciens et la politique scolaire du gouvernement du Front populaire, Cahiers de l'association interuniversitaire de l'Est, Strasbourg, 1962, p. 85-101[26]
- Louisa Zanoun, Interwar Politics in a French Border Region: the Moselle in the period of the Popular Front, 1934-1938, London School of Economics and Political Science, 2009 (Lire en ligne)